# Wira Rebryk
Wira Wiktoriwna Rebryk (ukr. Віра Вікторівна Ребрик; ur. 25 lutego 1989 w Jałcie) – ukraińska i rosyjska lekkoatletka specjalizująca się w rzucie oszczepem.
Zajęła 16. miejsce w eliminacjach i nie awansowała do finału podczas igrzysk olimpijskich w Pekinie. W 2005 zdobyła srebrny medal mistrzostw świata juniorów młodszych. Dwukrotna medalistka mistrzostw świata juniorów: Pekin 2006 i Bydgoszcz 2008. Srebrna medalistka Uniwersjady (Belgrad 2009). Dwukrotna młodzieżowa wicemistrzyni Europy (Kowno 2009 i Ostrawa 2011). W 2013 zajęła 11. miejsce na mistrzostwach świata w Moskwie. 10 lipca 2008 w Bydgoszczy ustanowiła, wynikiem 63,01 m, rekord świata juniorek (pobity w 2015). Wielokrotna rekordzistka Ukrainy (do 66,86 w 2012), złota medalistka mistrzostw Ukrainy oraz Rosji.
Po przyłączeniu Krymu do Rosji otrzymała rosyjskie obywatelstwo i wystąpiła do Ukraińskiej Federacji Lekkoatletycznej o zgodę na reprezentowanie Rosji, którą dostała w sierpniu 2015.
Rekord życiowy: 67,30 (2016).

## Osiągnięcia
| Rok  | Impreza                                 | Miejsce               | Lokata            | Wynik | Reprezentacja |
| ---- | --------------------------------------- | --------------------- | ----------------- | ----- | ------------- |
| 2005 | Zimowy puchar Europy w rzutach          | Mersin                | 2. miejsce        | 56,89 | UKR           |
| 2005 | Mistrzostwa świata juniorów młodszych   | Marrakesz             | 2. miejsce        | 56,16 | UKR           |
| 2006 | Mistrzostwa świata juniorów             | Pekin                 | 2. miejsce        | 57,79 | UKR           |
| 2007 | Zimowy puchar Europy w rzutach          | Jałta                 | 4. miejsce        | 54,78 | UKR           |
| 2007 | Mistrzostwa Europy juniorów             | Hengelo               | 1. miejsce        | 58,48 | UKR           |
| 2008 | Zimowy puchar Europy                    | Split                 | 8. miejsce        | 56,52 | UKR           |
| 2008 | Mistrzostwa świata juniorów             | Bydgoszcz             | 1. miejsce        | 63,01 | UKR           |
| 2008 | Igrzyska olimpijskie                    | Pekin                 | el. – 16. miejsce | 59,05 | UKR           |
| 2009 | Zimowy puchar Europy w rzutach          | Teneryfa              | 1. miejsce        | 59,30 | UKR           |
| 2009 | Superliga drużynowych mistrzostw Europy | Leiria                | 7. miejsce        | 55,88 | UKR           |
| 2009 | Uniwersjada                             | Belgrad               | 2. miejsce        | 61,02 | UKR           |
| 2009 | Młodzieżowe mistrzostwa Europy          | Kowno                 | 2. miejsce        | 61,43 | UKR           |
| 2009 | Mistrzostwa świata                      | Berlin                | 9. miejsce        | 58,25 | UKR           |
| 2010 | Zimowy puchar Europy w rzutach          | Arles                 | 1. miejsce        | 59,55 | UKR           |
| 2010 | Superliga drużynowych mistrzostw Europy | Bergen                | 5. miejsce        | 56,97 | UKR           |
| 2010 | Mistrzostwa Europy                      | Barcelona             | el. – 17. miejsce | 52,31 | UKR           |
| 2011 | Zimowy puchar Europy w rzutach          | Sofia                 | 1. miejsce        | 57,95 | UKR           |
| 2011 | Superliga drużynowych mistrzostw Europy | Sztokholm             | 7. miejsce        | 55,16 | UKR           |
| 2011 | Młodzieżowe mistrzostwa Europy          | Ostrawa               | 2. miejsce        | 58,59 | UKR           |
| 2011 | Uniwersjada                             | Shenzhen              | 4. miejsce        | 58,43 | UKR           |
| 2011 | Mistrzostwa świata                      | Daegu                 | el. – 16. miejsce | 58,50 | UKR           |
| 2012 | Mistrzostwa Europy                      | Helsinki              | 1. miejsce        | 66,86 | UKR           |
| 2012 | Igrzyska olimpijskie                    | Londyn                | el. – 19. miejsce | 58,97 | UKR           |
| 2013 | Zimowy puchar Europy w rzutach          | Castellón de la Plana | 2. miejsce        | 63,42 | UKR           |
| 2013 | Superliga drużynowych mistrzostw Europy | Gateshead             | 3. miejsce        | 57,92 | UKR           |
| 2013 | Mistrzostwa świata                      | Moskwa                | 11. miejsce       | 58,33 | UKR           |
| 2015 | Mistrzostwa świata                      | Pekin                 | el. – 24. miejsce | 59,67 | RUS           |
| 2017 | Mistrzostwa świata                      | Londyn                | el. –             | NM    | ANA           |